# Linden (Holstein)
Pour les articles homonymes, voir Linden.
Linden est une commune allemande du Schleswig-Holstein, située dans l'arrondissement de Dithmarse (Kreis Dithmarschen), à neuf kilomètres au nord-est de la ville de Heide. Linden est l'une des 34 communes de l'Amt Kirchspielslandgemeinden Eider dont le siège est à Hennstedt.